# Loula Anagnostaki
Loula Anagnostaki (13 de diciembre de 1928 - 8 de octubre de 2017) fue una dramaturga griega.

## Biografía
Nació en Salónica en 1928. Era hermana del poeta Manolis Anagnostakis.  Obtuvo una licenciatura en derecho de la Universidad Aristóteles de Tesalónica. 
Sus tres primeras obras en un acto se representaron en 1965 y se publicaron en 1974: Dianyktereusē (Parada de una noche), Polé (La ciudad) y Parelasé (Desfile). También escribió guiones de cine para algunas películas griegas durante los años 60 y 70.
Sus obras han sido representadas en teatros de Grecia, Chipre, Francia, Inglaterra, Italia, España, Portugal y Polonia. 

## Obra selecta
- E Synanastrophē (Encuentro social) (1967)
- Antonio ē a menyma (Antonio o el mensaje) (1972)
- Nikē (Victoria) (1978)
- E Kaseta (La cinta) (1983)
- O Ihos Tou Oplou (El sonido del arma) (1986)
- Διαμάντια και μπλουζ. Το ταξίδι μακριά. (Diamantes y Blues. El largo viaje.)